# Еліза Грінблат
Елі́за Грін́блат (Вейцман, Аронсон) (* 8 вересня 1888, Озаринці, Подільська губернія — † 21 вересня 1975, Бруклін, Нью-Йорк) — єврейська письменниця.

## Життєпис
1893 року помирає її батько, 1898 мати вдруге виходить заміж, 1900 родина емігрує до США.
Родина оселяється у Філадельфії, Еліза починає працю на швейній фабриці. 1907 року одружується з членом комітету емігрантів з Бессарабії Ісидором Грінблатом. В цьому шлюбі у них було п'ятеро дітей.
Після народження першої дитини родина переїздить до Атлантик-Сіті, там Еліза розпочинає тісну багаторічну співпрацю з робітничими та сіоністськими організаціями.
1919 року Грінблати роблять спробу оселитися в Палестині, проте завод по переробці фруктів весною 1920 банкрутує.
В 1940-х роках вони таки переїздять на землі Палестини, поліпшивши свій матеріальний стан. Проте умови тогочасного перебування були настільки тяжкими, що вже через рік вони знову переїздять — тепер до Нью-Йорку, де було багато літераторів, що писали на їдиш.

## Її творчість та творчість родини
За її життя вийшло друком кілька книжок віршів та багато пісень — перший збірник пісень з нотами опублікований 1932 року.
1947 року опубліковано збірку дитячих пісень «Я співаю».
1966 року виходить друком автобіографія Елізи «Біля вікна одного життя».
1942 року їхня дочка, Марджорі, одружується з американським фолк-бардом Вуді Гатрі, проживали на Коні-Айленді. Під тещиним впливом Гатрі захоплюється єврейськими музичними традиціями та пише ряд віршів на тему єврейських свят. Син Вуді та Марджорі Гатрі, Арло, також стає популярним виконавцем та автором американських пісень.